# Касаев, Казбек Соломонович
Казбек Соломонович Касаев (1936—2009) — советский инженер-конструктор и учёный в области технологий производства создания ракетно-космической техники, доктор технических наук (1976), профессор (1981), действительный член и академик-секретарь Академии космонавтики имен К. Э. Циолковского. Главный научный сотрудник НПО «Техномаш». Лауреат Государственной премии СССР (1982), Государственной премии Российской Федерации (2000) и дважды Премии Правительства Российской Федерации в области науки и техники (1997 и 1999).

## Биография
Родился 22 августа 1936 года в городе Орджоникидзе.

### Образование и начало деятельности
С 1955 по 1960 год обучался в Московском энергетическом институте, по окончании которого получил специальность инженера-механика. С 1960 по 1964 год работал на оборонном заводе в системе министерстве оборонной промышленности СССР в должностях: инженера, старшего инженера и руководителя Конструкторского бюро.

### В НИТИ-40 и участие в создании Ракетно-космической техники
С 1964 года на научно-исследовательской работе в Научно-исследовательском технологическом институте №40 МОМ СССР (с 1966 года — Научно-исследовательский институт технологии машиностроения, с 1990 года - НПО «Техномаш» в должностях: инженер-конструктор, руководитель сектора и лаборатории, начальник отделения и отдела, руководитель комплекса, заместитель директора НПО «Техномаш» по научной работе и главный научный сотрудник этого института. Под руководством и при непосредственном участии К. С. Касаева проводились исследования в области разработки и применения импульсных нагрузок в технологии машиностроения и металлообработки для создания ракетно-космической техники, в том числе в решении комплексных задач в области технологии производства систем радиолокационной и реактивной техники, успешное решение которых привело к созданию двухступенчатая, жидкостных межконтинентальных баллистических ракет «Р-9А» и «Р-16» и жидкостных одноступенчатых  баллистических ракет средней дальности «Р-12» и «Р-14». К. С. Касаев в составе института принимал участие в различных космических программах и проектах, в том числе в создании и модернизации ракетно-космических комплексов: «Протон-М», «Фрегат», «Бриз-М», «МКС», «Ангара» и «ГЛОНАСС». К. С. Касаев являлся основателем уникальной научной школы в области технологий испытаний сварки, пайки и сборки, и других процессов создания ракетно-космической техники.

### Научно-педагогическая деятельность
В 1968 году К. С. Касаеву после защиты диссертации в аспирантуре МЭИ была присвоена учёная степень кандидат технических наук, в 1976 году — доктор технических наук. С 1968 года одновременно с научной занимался и педагогической деятельностью в Московском авиационном технологическом институте имени К. Э. Циолковского, в 1981 году ему было присвоено учёное звание профессора. Под научным руководством К. С. Касаева было открыто двенадцать законов совмещённости свойств, он являлся автором свыше 450 научных работ, в том числе более ста свидетельств и патентов на изобретения, под его руководством и при непосредственном участии было подготовлено более тридцати трёх кандидатов и докторов технических наук.
В 1996 году К. С. Касаев был избран действительным членом РАЕН, а так же действительным членом и с 2002 года — академиком-секретарём и вице-президентом Академии космонавтики имен К. Э. Циолковского.

### Смерть
Скончался 11 декабря 2009 года в Москве, похоронен на Аллее Славы, Красногвардейского парка города Владикавказа.

## Награды

### Премии
- Государственная премия СССР (1982)[1][2][3]
- Государственная премия Российской Федерации (2000)[1][2][3]
- две Премии Правительства Российской Федерации в области науки и техники (6.04.1998[5], 29.02.2000[6])